# Piłogonka okienkooczna
Piłogonka okienkooczna, jaszczurka tęczowa (Holaspis guentheri) – gatunek jaszczurki z rodziny jaszczurkowatych (Lacertidae).

## Występowanie
Piłogonka okienkooczna występuje w Afryce Zachodniej i Środkowej – w Sierra Leone, Gwinei, Liberii, Wybrzeżu Kości Słoniowej, Ghanie, Togo, Beninie, Nigerii, Kamerunie, Gabonie, Gwinei Równikowej, Republice Środkowoafrykańskiej, Demokratycznej Republice Konga, Ugandzie i Angoli. Pojedyncze stwierdzenie w Bukoba w północno-zachodniej Tanzanii.

## Opis
Niewielka jaszczurka osiągająca do 12 cm, o silnie spłaszczonym pysku oraz ciele. Ogon szeroki. Ubarwienie na grzbiecie czarne z pasami koloru żółtym oraz turkusowozielonym, na bokach pasy żółte. Spód szarawy, u młodych czarny. Może silnie rozpłaszczyć tułów.

## Ekologia
Środowisko
Występuje w lasach tropikalnych, gdzie zasiedla korony drzew, nawet na dużych wysokościach. Ma możliwość lotu ślizgowego, w czasie którego silnie rozpłaszcza tułów.
Pokarm
W warunkach naturalnych żywi się bezkręgowcami, szczególnie mrówkami i chrząszczami.